# Congrès de Rennes
 (juin 2024).
Si vous disposez d'ouvrages ou d'articles de référence ou si vous connaissez des sites web de qualité traitant du thème abordé ici, merci de compléter l'article en donnant les références utiles à sa vérifiabilité et en les liant à la section « Notes et références ».
Le congrès de Rennes est le 67e congrès ordinaire Parti socialiste, qui se tient du 15 au 18 mars 1990. Ce congrès fait apparaître de profondes divisions au sein du parti.

## Contexte politique
Réélu président de la République en 1988, François Mitterrand nomme Michel Rocard, son ex-rival au sein du parti, à la tête d'un gouvernement d'ouverture dans lequel Lionel Jospin est ministre de l'Éducation nationale. Celui-ci, alors Premier secrétaire du PS depuis 1981 à l'instigation de François Mitterrand, décide de laisser sa place à la tête du parti. Pierre Mauroy est élu premier secrétaire avec le soutien de Jospin face à Laurent Fabius soutenu par Mitterrand, en mai 1988.
Au moment où s'ouvrait le congrès de Rennes, l'intention du président de la République était à nouveau d'imposer Laurent Fabius à la tête du parti, à la place de Pierre Mauroy qui occupait cette fonction contre son avis. Mais ce projet rencontra l'opposition d'une alliance Rocard-Jospin.
Quelques mois avant le congrès, la Confédération paysanne, un tout nouveau syndicat agricole revendiquant sa place dans les instances décisionnelles, mène plusieurs occupations de permanences du parti et lance même un ultimatum « fixé fin février avec menace de grève de la faim des membres du secrétariat national » du syndicat devant le congrès du parti. Finalement, le 28 février 1990, quelques semaines avant le congrès, Henri Nallet, ministre de l'Agriculture, publie un décret sur la représentativité des syndicats agricoles, répondant ainsi aux revendications des paysans.

## Listes des contributions générales déposées
La phase des contributions générales et thématiques précède celle des motions. Elle permet de faire valoir des idées de groupe qui se rassemblent lors de celles des motions, beaucoup moins nombreuses. 
Neuf contributions nationales sont déposées :
- Fermer la parenthèse libérale : présentée par Socialisme et République (Jean-Pierre Chevènement, Edwige Avice, Jean-Marie Bockel, Nicole Bricq, Pierre Carassus, Marie-Arlette Carlotti, Michel Charzat, Didier Motchane, Georges Sarre).
- Débattre pour rassembler : présentée par Louis Mermaz, Pierre Joxe, Jacques Delors, Véronique Neiertz, Claude Estier, Louis Mexandeau et André Delehedde, Claude Fuzier, Charles Hernu, Frédéric Jalton, Didier Migaud, Ségolène Royal, André Vallini.
- Égalité présentée par Laurent Fabius, Jean Auroux, Claude Bartolone, Pierre Bérégovoy, Michel Charasse, Roger Hanin, Jack Lang, Daniel Percheron, Paul Quilès, François Rebsamen, Yvette Roudy, Henri Weber.
- Pour un Parti socialiste ouvert et renouvelé : présentée par Olivier Stirn et Bernard Bioulac.
- Socialisme : présentée par Lionel Jospin, Claude Allègre, Christian Bataille, Jean-Christophe Cambadélis, Gérard Collomb, Bertrand Delanoë, Michel Delebarre, Henri Emmanuelli, François Hollande, Jean-Yves Le Drian, Jean Le Garrec, Dominique Strauss-Khan et Daniel Vaillant.
- Un cours nouveau pour l'action socialiste : présentée par la Nouvelle École socialiste (Jean-Luc Mélenchon, Julien Dray).
- Les chances du socialisme démocratique : présentée par les rocardiens (Catherine Trautman, Alain Bergounioux, Robert Chapuis, Michel Destot, Claude Évin, Olivier Faure, Gérard Fuchs, Louis Le Pensec, François Patriat, Alain Richard, Michel Sapin, Jean-Pierre Sueur, Manuel Valls).
- Redistribuer le pouvoir pour transformer la société : présentée par SESAME (Marie-Noëlle Lienemann, Patrice Finel)
- Un contrat pour le progrès social : présentée par Jean Poperen, Colette Audry, Jean-Marc Ayrault, Philippe Bassinet, Michel Bérégovoy, Gérard Caudron, Didier Chouat, Jean-Louis Cottigny, Michel Debout, Christiane Mora, Marie-Thérèse Mutin, Alain Vidalies.

## Listes des motions déposées
La phase des motions est celles des textes finalement mis au vote des militants, après synthèse de contributions. 
Sept motions sont déposées :
- Motion 1 - « Pour le socialisme - Un parti fort, uni, ouvert sur l'avenir » déposée par Pierre Mauroy, soutenue par Lionel Jospin et Louis Mermaz.
- Motion 2 - « Un contrat pour le progrès social » déposée par Jean Poperen et Jean-Marc Ayrault.
- Motion 3 - « Les défis du socialisme démocratique » déposée par Michel Rocard.
- Motion 4 - « Un cours nouveau pour l'action socialiste » déposée par la NES (Jean-Luc Mélenchon, Julien Dray, Isabelle Thomas).
- Motion 5 - « Égalité » déposée par Laurent Fabius, soutenue par Olivier Stirn.
- Motion 6 - « Redistribuer le pouvoir pour transformer la  société » déposée par Marie-Noëlle Lienemann et Patrice Finel
- Motion 7 - « Agir en socialistes - propositions pour une politique nouvelle » déposée par Socialisme et République (Jean-Pierre Chevènement).

## Résultats
Sept motions s'affrontent lors du vote des adhérents. Les résultats sont les suivants :
- Motion 1 (Pierre Mauroy - Lionel Jospin) : 2 082 mandats  (28,94 %)
- Motion 5 (Laurent Fabius) : 2 075 mandats (28,84 %)
- Motion 3 (Michel Rocard) : 1 745 mandats  (24,26 %)
- Motion 7 (Jean-Pierre Chevènement) : 613 mandats (8,52 %)
- Motion 2 (Jean Poperen) : 518 mandats (7,20 %)
- Motion 4 (Jean-Luc Mélenchon) : 97 mandats (1,35 %)
- Motion 6 (Marie-Noëlle Lienemann) : 47 mandats (0,66 %)

## Conséquences
Aucune majorité ne parvient à se former dans une ambiance délétère. Pour la première fois, plusieurs gauches apparaissent (1re, 2e, 3e et dernière gauche), toujours existantes aujourd'hui. Les seuls points positifs de ce congrès sont quelques réformes statutaires, dont on retiendra la suppression du vote par mandat ou le scrutin secret lors du vote sur les motions, de même qu'une nouvelle déclaration de principes tenant compte de la fin de la guerre froide.
Ce congrès est un désastre pour l'unité du parti. On assiste à une guerre de succession entre les cadres du PS, qui préparent déjà l'après-Mitterrand.
Une synthèse générale est finalement adoptée 48h après le congrès à Paris. Pierre Mauroy, élu premier secrétaire du parti en 1988, est alors reconduit lors du comité directeur qui se réunit à Paris, dans la semaine qui suit le congrès et les postes au secrétariat national sont répartis entre les motions.
Les rivalités furent d'une rare violence et le groupe mitterrandiste s'est définitivement séparé entre jospiniens et fabiusiens, ces derniers comptant dans leurs rangs un certain nombre de personnalités nouvelles, qui avaient rejoint le parti ou émergeaient récemment, et formaient une nouvelle génération de cadres au PS. Parmi ceux-ci, Jean-Marc Ayrault, présenté à l'époque comme un « lieutenant » de Jean Poperen.
Ce congrès fut qualifié par les dirigeants du Parti socialiste de « suicide collectif ».

## Composition de la nouvelle direction

### Comité directeur
Le comité directeur exécute et fait exécuter la motion d'orientation majoritairement adoptée par le congrès. Il constitue en quelque sorte le parlement interne du parti, car il est le reflet direct de la réalité des sensibilités et des courants du PS. À l'issue de ce congrès, il est composé de 131 membres.
Le nouveau comité directeur désigne les membres du Bureau exécutif et du Secrétariat national.

### Bureau exécutif
Le bureau exécutif assure l'administration et la direction du parti dans le cadre des attributions que lui délègue le comité directeur. Ses membres sont désignés selon les mêmes procédures que les membres du comité directeur :
- 8 membres issus de la motion 1 : Pierre Mauroy, Claude Allègre, Claire Dufour, Henri Emmanuelli, Louis Mermaz, Bernard Roman, Gisèle Stievenard et Daniel Vaillant.
- 8 membres issus de la motion 5 : Laurent Fabius, Claude Bartolone, André Billardon, Marcel Debarge, Daniel Percheron, Christian Pierret, Yvette Roudy et Françoise Seligmann.
- 7 membres issus de la motion 3 : Jean-Claude Boulard, Pierre Brana, Michel Deforeit, Daniel Frachon, Gérard Fuchs, Daniel Lindeperg et Alain Richard.
- 2 membres issus de la motion 7 : Michel Charzat et Pierre Guidoni.
- 2 membres issus de la motion 2 : Jean-Marc Ayrault et Michel Debout.

### Secrétariat national
Les membres du secrétariat national sont élus par le comité directeur sur proposition du premier secrétaire. Ils ont la charge de la mise en œuvre des décisions prises par le comité directeur et le bureau exécutif. Le secrétariat national, assure ainsi la gestion du parti.
- Premier secrétaire : Pierre Mauroy
  - Secrétaire national adjoint chargé des organismes associés : Gérard Collomb
  - Secrétaire national adjoint chargé des affaires européennes et de la sécurité : Gérard Fuchs
  - Secrétaire national adjoint chargé du projet : Michel Charzat
  - Secrétaire nationale adjointe chargée des droits de l'Homme, de la lutte contre le racisme et de l'intégration : Claire Dufour
  - Secrétaire nationale adjointe chargée de l'éducation et de la recherche : Sylvie François
  - Secrétaire national adjoint chargé du MJS : Jean-Marcel Bichat

- Secrétaire national à la coordination : Marcel Debarge
  - Secrétaire nationale adjointe chargée de la presse interne et des organismes centraux : Françoise Seligmann
- Secrétaire national au budget et à l'administration, Trésorier : Henri Emmanuelli
- Secrétaire national à la formation : Gérard Lindeperg
  - Secrétaire national adjoint : Thierry Mandon
- Secrétaire national aux relations internationales : Pierre Guidoni
  - Secrétaire nationale adjointe chargée de l'action humanitaire : Gisèle Stievenard
- Secrétaire national aux entreprises et aux problèmes de société : Michel Debout
  - Secrétaire national adjoint chargé des entreprises : Jean-Louis Cottigny
- Secrétaire nationale aux fédérations : Daniel Vaillant
  - Secrétaire national adjoint : Daniel Frachon
- Secrétaire national aux relations extérieures : Claude Bartolone
- Secrétaire national aux élections : Jean-Claude Petitdemange
  - Secrétaire national adjoint chargé des études politiques : Gérard Le Gall
- Secrétaire nationale aux droits de la Femme : Yvette Roudy
- Secrétaire national à l'information et à la communication : Bernard Roman
  - Secrétaire nationale adjointe chargée de l'audiovisuel : Frédérique Bredin
- Secrétaire national aux affaires sociales et à l'insertion : Jean-Claude Boulard
- Secrétaire national à l'urbanisme, à l'écologie et aux collectivités territoriales  : Christian Pierret
- Secrétaire national aux études et au programme :  Pierre Moscovici